# Claude Gaspari
Pour les articles homonymes, voir Gaspari.
Claude Gaspari, né à Paris le 30 septembre 1936, est un photographe français.

## Biographie
D'abord photo-journaliste, pendant dix ans jusqu'en 1961, Gaspari se lance dans la photographie d'art et réalise plusieurs films jusqu'en 1982, notamment pour la Fondation Maeght et sur Giacometti.
Gaspari collabore ensuite, comme photographe, avec plusieurs musées (notamment le musée du Louvre, le centre Georges Pompidou, le musée d'Orsay), galeries et de nombreux artistes (dont Calder, César, Chagall, Folon, Matisse, Messagier, Miro, Soulages et Tapies).
Il a été exposé en 1989 à la fondation Cartier en France.
Gaspari collabore également de 1988 à 1991 à l'émission Palettes, série télévisée culturelle consacrée à des œuvres d'art.

## Distinctions
- Chevalier de l'ordre des Arts et des Lettres (1999)[1].